# Szentgyörgyi László
Szentgyörgyi László (Kutyfalva, 1937. május 25.) erdélyi magyar villamosmérnök, egyetemi tanár, műszaki szakíró.

## Kutatási területe
Villamos hőtechnika, teljesítmény-elektronika, villamos hajtások.

## Életútja, munkássága
A marosvásárhelyi Bolyai Farkas Líceumba, majd a kolozsvári Villamosipari Középiskolába járt, itt érettségizett (1955). A Bolyai Tudományegyetemen szerzett matematika–fizika szakos tanári (1958), a bukaresti Műegyetem Elektronika és Távközlés Karán mérnöki oklevelet (1965), a brassói egyetemen mérnöki doktorátust (1981).
1965–75 között a Maros Megyei Posta- és Távközlési Igazgatóságon volt osztályvezető, 1975-től a brassói egyetem elektrotechnikai tanszékén tudományos főkutató 1983-ig, ekkor Marosvásárhelyre került, ahol az Elektronikai Kutatóintézet Villamos Hőtechnikai Főosztályának megalapítója és vezetője, 1983–87 és 1993–95 között a Műszaki Egyetem professzora, a Gábor Dénes Főiskola marosvásárhelyi tagozatának megszervezője, vezetője. Közben 1990-től az RMDSZ körzeti bizottságának tagja, ugyanekkor a brassói egyetem keretében doktorátusvezető.
Több mint 50 szakdolgozatot s számos ismeretterjesztő írást közölt. Tanulmányai jelentek meg az Electrotehnica, Electronica, Automatica c. folyóiratokban, az II. European Conference on Power Electronics and Applications I. kötetében (Grenoble, 1987), az E. D. P. E. VIII. konferenciájának anyagát tartalmazó kötetben (Kassa, 1988).
Kötetben megjelent doktori disszertációja: Contribuţii la acţionarea electrică a electrozilor cuptoarelor cu arc (Bukarest, 1981). Az 1990-es és a 2000-es években az Erdélyi Naplóban publikált közéleti cikkeket és interjúkat a romániai magyarság nevezetes személyiségeivel, köztük  Péterfy László nyugalmazott református lelkésszel, falumonográfia-íróval (2002. április 9.), Pál-Antal Sándor marosvásárhelyi főlevéltárossal (2002. november 5.), stb.